# Atletika na Letních olympijských hrách 2004 – 200 metrů ženy
 Běh na 200 metrů žen na Letních olympijských hrách 2004 se uskutečnil 23. a 26. srpna na Olympijském stadionu v Athénách.

## Výsledky finálového běhu
| *                | jméno                | země                   | čas   |
| ---------------- | -------------------- | ---------------------- | ----- |
| Zlatá medaile    | Veronica Campbellová | Jamajka                | 22,05 |
| Stříbrná medaile | Allyson Felixová     | Spojené státy americké | 22,18 |
| Bronzová medaile | Debbie Fergusonová   | Bahamy                 | 22,30 |
| 4                | Aleen Baileyová      | Jamajka                | 22,42 |
| 5                | Ivet Lalovová        | Bulharsko              | 22,57 |
| 6                | Kim Gevaertová       | Belgie                 | 22,84 |
| 7                | Muna Lee             | Spojené státy americké | 22,87 |
| 7                | Abi Oyepitan         | Velká Británie         | 22,87 |